# Камілло Бенсо ді Кавур
Камілло Бенсо ді Кавур повне ім'я Камілло Бенсо Джуліо Поль Філіп, граф Кавур, граф Целаренго та Ізолабелла (10 серпня 1810, Турин — 6 червня, 1861 Турин) — італійський політик та державний діяч, одна з ключових фігур Рісорджименто. Був міністром Сардинського королівства у 1850—1852, прем'єр-міністром у 1852—1859 та в 1860—1861. У тому ж 1861, з проголошенням Королівства Італії, став першим головою ради міністрів нової держави, але невдовзі помер.

## Характеристика
Був лібералом та прогресистом, антиклерикалом та прихильником економічного розвитку. Уся його політика була витримана в цьому ключі, а головне, направлена на об'єднання Італії та звільнення її земель від австрійців та папства. В політиці був головою поміркованих правих у парламенті, йшов на співробітництво з помірними лівими.
Знаходився під впливом республіканських ідей Джузеппе Мадзіні, але до Гарібальді ставився з пересторогою побоюючись його революційності. Це щоправда не заважало Кавурові усіляко використовувати успіхи останнього для об'єднання країни навколо П'ємонту. Його головна ціль полягала у встановлені свого патрона короля Віктора Емануїла II на трон всієї об'єднаної Італії.
У зовнішній політиці був умілим та гнучким дипломатом, підтримував хороші відносини з Францією на яку успішно опирався у боротьбі з Австрією. Саме завдяки французькій підтримці вдалося приєднати до Сардинського королівства більшу частину Північної Італії та Тоскани. Анексія королівства Обох Сицилій призвела до утворення об'єднаного Італійського королівства.